# Sangone
A Sangone (piemontiul Sangon) Piemont egy 47 km hosszú folyója, a Pó bal oldali mellékfolyója.

## Folyása
A Cotti-Alpokban ered, forrása a Fontana Mura, a Roussa-hegyen (2017 m).Coazze és Giaveno természetes határát jelenti, és Giaveno után Trana felé veszi az irányt  a torinói síkság felé. Kb. 21 km-en keresztül hegyvidéken halad. Érinti Orbassano, Beinasco és Nichelino központját, majd Torino és Moncalieri között a Póba ömlik.
A Giaveno és Trana közötti szakaszon folyami rákokban gazdag. Sanganot elhagyva vízmennyisége jelentősen csökken, az év nagy részében gyakorlatilag száraz.

### Fordítás
- Ez a szócikk részben vagy egészben  a   Sangone című olasz Wikipédia-szócikk fordításán alapul.  Az eredeti cikk szerkesztőit annak laptörténete sorolja fel. Ez a jelzés csupán a megfogalmazás eredetét és a szerzői jogokat jelzi, nem szolgál a cikkben szereplő információk forrásmegjelöléseként.